# Krzysztof Szramiak
Krzysztof Jakub Szramiak (Opole, 9 de julio de 1984) es un deportista polaco que compitió en halterofilia.
Ganó una medalla de plata en el Campeonato Europeo de Halterofilia de 2010, en la categoría de 77 kg. Participó en dos Juegos Olímpicos de Verano, en los años 2004 y 2008, ocupando el octavo lugar en Pekín 2008, en la misma categoría.

## Palmarés internacional
| Campeonato Europeo | Campeonato Europeo  | Campeonato Europeo | Campeonato Europeo |
| Año                | Lugar               | Medalla            | Categoría          |
| ------------------ | ------------------- | ------------------ | ------------------ |
| 2010               | Minsk (Bielorrusia) | Medalla de plata   | 77 kg              |